# Svendborg Museum
Svendborg Museum er et dansk museum for lokal- og kulturhistorie, der er beliggende i Svendborg. Museet dækker dansk socialhistorie, arkæologi, Svendborgs historie som søfartsby såvel som egnens nyere historie.
Museet blev stiftet i 1908 som Svendborg Amts Museum og har siden 1913 været drevet som et statsanerkendt, selvstændigt og selvejende museum. Det har tilknyttet en museumsforening.
Svendborg Museum omfatter i dag Danmarks Forsorgsmuseum, Anne Hvides Gård, Egeskov Mølle, Sehesteds Oldsagssamling på Broholm, Svendborg Byhistoriske Arkiv, Svendborg  Søfartsarkiv samt en maritim flåde på syv fartøjer.